# Linda Nyman
Linda Nyman, född 21 januari 1994 i Karleby, är en finländsk fotbollsspelare som representerar AGF och det finländska landslaget.